# Овчинников, Владимир Иванович
Влади́мир Ива́нович Овчи́нников (14 [27] июля 1911, Саратовский уезд, Саратовская губерния — 22 июня 1978, Ленинград) — советский живописец-пейзажист, член Ленинградской организации Союза художников РСФСР.

## Биография
Детство и юность Владимира Овчинникова прошли на Волге, в Саратове. Он родился 14 июля 1911 года в деревне Есиповка в крестьянской семье. По воспоминаниям брата художника, деревня Есиповка была расположена на 8-й версте Астраханского тракта, выходившего из Саратова на юг. В 1917 году в ней было 60 дворов.
Мать, Надежда Яковлевна, прожила недолго и в 1916 году умерла. Отец, Иван Дмитриевич Овчинников, во время Первой мировой войны работал на скотобойне, и дети остались на попечении бабушки и тёток. Учиться Володя пошёл в 1920 году, а где-то классе в третьем он познакомился с ребятами, занимавшимися в кружке изобразительного искусства при Дворце Культуры железнодорожников и тоже в него записался. Вскоре он стал делать успехи в рисовании и тогда решил выучиться на художника. Все остальное для него уже было второстепенным.
В 1928 году Овчинников поступил в Саратовский художественный техникум, учился у П. С. Уткина. В 1931 году, после окончания техникума уехал для продолжения учёбы в Ленинград, где поступил в Институт пролетарского изобразительного искусства (с 1932 года Ленинградский институт живописи, скульптуры и архитектуры), однако, окончив первый курс, оставил учёбу по семейным обстоятельствам. В начале 1932 года в семье Владимира Овчинникова появился первенец — сын Вячеслав, ставший впоследствии, как и отец, художником. В 1937 году родился младший сын Лев.
В 1932—1941 годах Овчинников работал художником-оформителем в разных учреждениях Ленинграда. Одновременно занимался живописью и рисунком сначала в частной студии Василия Савинского, затем в Ленинградском Институте повышения квалификации работников искусств у Павла Наумова, Александра Карева, Рудольфа Френца.
После начала Великой Отечественной войны Овчинников работал в ленинградском отделении ТАСС над оформлением «Агитокон». Зимой 1942, совершенно истощённый, был вывезен из блокадного Ленинграда в Саратов. После выздоровления в 1943 году окончил Саратовское военно-пехотное училище и до конца войны находился в рядах вооружённых сил в должности помощника командира маршевой роты 375 запасного отдельного полка 16 стрелковой дивизии. Демобилизовался в декабре 1945 в звании лейтенанта. Награждён орденом Отечественной войны 2 степени, медалью «За победу над Германией». Младший брат Овчинникова Григорий погиб осенью 1941 года в боях под Ленинградом на Карельском перешейке.
Вернувшись в Ленинград, Овчинников работал в Ленизо, выполнял рекламно-оформительские заказы для крупнейших универмагов города ДЛТ и Пассаж. Одновременно восстанавливал творческие навыки, утраченные за годы войны, много работал над натурным этюдом в городе и его пригородах (Приозерске, Комарово, Левашово). В 1953 году после показа на выставке серии пейзажей, выполненных на Украине под Каневом, Овчинникова приняли в члены Ленинградского Союза советских художников.
С начала 1950-х работы Овчинникова неизменно экспонировались на ленинградских, республиканских и всесоюзных выставках, всегда, по мнению Н. В. Васильвой, привлекая к себе внимание высокой живописной культурой исполнения и особым проникновением в мир природы. Ведущим жанром для него становится пейзаж, основными формами — натурный этюд и большие пейзажи-картины.
В середине 1970-х Овчинников тяжело заболел, перенёс две операции. Он скончался 22 июня 1978 года в Ленинграде на шестьдесят седьмом году жизни. Был похоронен на Северном кладбище Санкт-Петербурга. В 1994 году, после смерти вдовы художника Веры Гавриловны Овчинниковой, его прах был перезахоронен в колумбарии Петербургского крематория рядом с женой и сыном Вячеславом, скончавшимся в 1993 году.

## Творчество
В панорамных пейзажах начала и середины 1950-х художник стремился к охвату как можно большего пространства, к изображению множества ясно читаемых планов. К известным образцам живописи этого периода относятся работы «На Волге» (1951), «Вечер. У колодца» Архивная копия от 26 марта 2016 на Wayback Machine (1953), «Днепровские обрывы» (1955), «Весна» Архивная копия от 4 марта 2016 на Wayback Machine (1956), «Приднепровье» (1957). Их отличали изысканность колорита, богатство тональных отношений в передаче состояний природы и световоздушной среды, использование разнообразной фактуры письма. Большое внимание художник уделял написанию неба, считая его определяющим для всего живописного решения работы. В 1953 после показа на выставке серии таких работ, выполненных на Украине под Каневом, Овчинникова приняли в члены Ленинградского Союза советских художников.
В середине 1950-х Овчинников неоднократно совершает поездки в город Канев на Днепре. Восхищенный красотой днепровских берегов, он пишет множество этюдов, выразив в них живое, непосредственное впечатление от величественной картины увиденного. Среди них работы «Перед дождём» Архивная копия от 4 марта 2016 на Wayback Machine (1954), «Вечер на Днепре» Архивная копия от 27 марта 2016 на Wayback Machine (1956), «На берегу Днепра» Архивная копия от 4 марта 2016 на Wayback Machine (1956), «Ночь» (1957) и другие. Именно в этот, «каневский» период, живопись Овчинникова приобретает ту широту, размах, колорит, тональность, которые в дальнейшем составят важные черты его индивидуального стиля, по которым его произведения будут безошибочно узнаваться на выставках.
В конце 1950-х Овчинников совершает несколько поездок на Каспий. И вновь новые яркие впечатления захватывают его. Южная природа, напоённая солнцем и светом, оказалась очень близка художнику, в каспийских этюдах и картинах уже в полной мере раскрывается мощный живописный талант Овчинникова, его живопись приобретает фактуру, особую звонкость и необыкновенный колорит («Махачкала. Порт», 1958, «Суда ночью» Архивная копия от 4 марта 2016 на Wayback Machine, 1958, «Девочка и волны» Архивная копия от 26 марта 2016 на Wayback Machine, 1958, «Рыбаки Каспия» Архивная копия от 4 марта 2016 на Wayback Machine, 1958, «Моряна. Каспий», 1959, «Когда идёт путина (Каспий)», 1959, «Каспий. Рыбацкие лодки» Архивная копия от 4 марта 2016 на Wayback Machine, 1959, и другие).
В 1960—1970-е годы основной темой творчества Овчинникова вновь становится Волга, село Пристанное, а также древний Волхов, старинные русские города Торжок, Старица. Он неоднократно работает на творческой базе ленинградских художников в Старой Ладоге. Среди них работы «На Волхове» Архивная копия от 26 марта 2016 на Wayback Machine, «Волхов» (обе 1969), «Весна» Архивная копия от 4 марта 2016 на Wayback Machine, «Собор Георгия в Старой Ладоге» Архивная копия от 4 марта 2016 на Wayback Machine (обе 1971), «Весна идёт», «Собор Георгия. Ясный день» Архивная копия от 27 марта 2016 на Wayback Machine, «Тишина» Архивная копия от 28 марта 2016 на Wayback Machine, «Лёд прошёл» (все 1972) и другие.
Отмечая присущее пейзажу «Весна идёт» драматическое начало, Н. В. Васильева писала о работе во вступительной статье к каталогу выставки В. И. Овчинникова 1984 года: «Главы собора устремлены в небо с метущимися тяжёлыми облаками, на фоне которых здание читается весомо и по особому устойчиво. Торжественная возвышенность образа достигается простыми средствами: художник избирает очень низкую точку зрения, что позволяет сделать холм со стоящим на нём собором словно ещё выше и величественнее. Глубокие синие тени на снегу и свинцовые тучи сообщают произведению эмоциональную приподнятость и некоторую напряжённость. В то же время образ достоверен, насыщен приметами времени.»
Произведения этого периода отличает особое совершенство. Художник предстаёт в них как крупнейший современный мастер пейзажа. Акцент в его работах смещается от передачи непосредственных натурных впечатлений к выражению сложных духовных переживаний. Среди произведений этого периода работы «Улица в Пристанном» Архивная копия от 4 марта 2016 на Wayback Machine (1966), «Село Пристанное» (1967), «Бабье лето», «Вечер в деревне» (обе 1967), «Жигули» Архивная копия от 27 марта 2016 на Wayback Machine (1968), «Ветреный день на Волге» Архивная копия от 21 февраля 2018 на Wayback Machine (1970), «Лето», «Март» (все 1972), «В Старице» Архивная копия от 4 марта 2016 на Wayback Machine (1974), «Поля Приволжья» (1975), «Лунная ночь на Волге» Архивная копия от 4 марта 2016 на Wayback Machine, (1975) «Вечер на Волге» Архивная копия от 26 декабря 2010 на Wayback Machine (1975), «У Калинкина моста» Архивная копия от 26 марта 2016 на Wayback Machine (1977) и другие.
Произведения Владимира Ивановича Овчинникова находятся в Государственном Русском музее в Петербурге, в музеях и частных собраниях в России, Франции, Японии, Италии, Великобритании, США и других странах. В 1988 году в залах Ленинградского Союза художников прошла персональная выставка произведений художника, к которой был издан подробный каталог . В 1989—1992 годах работы В. И. Овчинникова с успехом экспонировались на выставках и аукционах русской живописи L' Ecole de Leningrad во Франции. Известны живописные и графические портреты В. Овчинникова, исполненные в разные годы ленинградскими художниками, в том числе О. Ломакиным (1956).

## Воспоминания
Опубликованные воспоминания о В. И. Овчинникове дополняют сухие биографические сведения, позволяя полнее представить образ этого незаурядного мастера.
Из воспоминаний художника Сергея Осипова:

«Владимир Иванович, на мой взгляд, был восторженным, темпераментным художником. Уроженец саратовских просторов Волги, он горячо любил свою Родину. Мне приходилось немало общаться с ним и даже жить в одном доме на Песочной набережной, а иногда и вместе ездить на этюды. Наши беседы, разговоры в большинстве случаев шли об искусстве, из них ясно было видно, что, как истинный художник, он любил и преклонялся перед всем лучшим, что было создано в искусстве, как русскими художниками, так и западноевропейскими. Особенно он любил Левитана, Коровина, Виноградова, Жуковского и, конечно же, импрессионистов и их последователей, среди них выделял Ван Гога за его эмоциональность и темпераментность.
В наших совместных поездках на этюды мы и жили и работали вместе. Вместе ходили на этюды, даже иногда рядом писали один и тот же мотив, но, конечно, по-разному, что не мешало нашей близости. Обычно, прежде чем написать этюд, мы внимательно всматривались в натуру, думали о нём, компоновали его, конечно в тайне, каждый по-своему, а потом уже приступали к работе. Я хочу сказать, что ни один этюд, ни один пейзаж не был случайным, необдуманным.
Приступая к работе, Владимир Иванович сначала тщательно прорисовывал каждую деталь, почти до мелочей, а уже после приступал к живописи. В природе он стремился прочувствовать, понять состояние и общую цветовую гамму данного момента, что зачастую и достигал на своём холсте. Излюбленными его гаммами, я замечал, были зелено-голубая и розовая. Иногда для этого он готовил соответствующего цвета грунта.
Первая наша с ним поездка была "во Псковщину", в старый Изборск. Он впервые попал в эти края и ему очень здесь понравилось. Ему импонировали в какой-то мере Изборские дали, поля, овраги и, конечно, глубокая старина России. Он говорил, что пейзаж Изборска напоминает ему родные волжские просторы, а Волгу он любил больше всего.

Работая непосредственно с натуры, мы ставили задачу сделать не просто рабочий этюд для задуманной картины, а стремились создать самостоятельное произведение, как бы работая вместе с природой, как говорил Пикассо. Для такой работы требовался и опыт, и самовоспитание и немалые думы. Ездили мы с ним ещё в Погост Сенно, что на Псковщине, писали раннюю весну, работали с большим увлечением. То было прекрасное время, пишешь и слышишь звон церковного колокола, и все это давало особый душевный настрой.
Ездили мы и в город Старицы, зимой. Работали с увлечением и восторгом. Красивый русский городок с сохранившейся стариной, особенно красив зимой, среди белого снега. Работали и в мороз, и в слякоть, бывало, занесёт палитру снегом, стряхнёшь и продолжаешь работать, невозможно уйти, хочется закончить.
Из всех наших разговоров и моих наблюдений представляется, что Владимир Иванович был приверженец Саратовской школы, родоначальником которой был выдающийся художник Борисов-Мусатов. Из этой школы впоследствии вышли Петров-Водкин, Павел Кузнецов, Сарьян, Александр Савинов и Пётр Саввич Уткин, у которого, как говорил Владимир Иванович, он учился в Саратове и получил первые навыки и живописные принципы. К ним, по существу, он и стремился в своих работах на протяжении всей творческой жизни».
Из воспоминаний художника Петра Васильева:

«Владимир Иванович Овчинников был очень одарённым человеком, от природы ему было дано многое. Мне часто приходилось бывать с ним на творческих базах. Работал он там очень плодотворно, интересно, но работы не любил показывать никому. Приходя на этюд, он долго, не спеша всматривался в натуру, потом делал на палитре рамочку с пропорциями холста и в цвете воспроизводил отношения будущего этюда.
Любой этюд он начинал с неба. Мне он говорил: «Никогда не торопись начинать писать, вначале присмотрись какой сегодня день, розовый, голубой, серый и т.д…». Терпеть не мог холстов одинаковых в цвете, заученных, как он говорил, а тем более, если Север и Юг писался одинаково в цвете».
Из воспоминаний художника Ивана Новосельцева:

«В 1961 году я участвовал во Всесоюзной художественной выставке в Москве. Идя по выставке, я вдруг был остановлен: что-то страшно родное, нашенское, саратовское. Я не удержался, подбежал к холсту. Мать моя! Там написано: „Овчинников В. И.“. Пейзаж, видимо, был написан по материалам, которые он собирал у нас в Пристанном. Хорошо узнавались наши избушки, овраг и это замечательное, чудесное, очаровательное небушко. Как он умел взять его, вот это небо! Самое главное, пейзаж этот был невероятно светлым, до такой степени светлым, что я был совершенно потрясён…

Этюды в Пристанном он писал подолгу и много. Сидел над оврагом и писал в любую погоду. Работал очень вдумчиво, вникал в каждую деталь. Вначале мне казалось, что он разбеливает. Но потом я увидел, что нет! То не разбел! Это напоенная светом живопись, наполненная светом и невероятной чистотой. Я бы сказал, что он всё пишет небом. Всё пишет небом, вот такая чистота!
Он многое рассказывал об Уткине Петре Саввиче. Володя весь был пропитан его школой и его отношением к живописи. Буквально всё своё время он отдавал живописи. У меня даже сложилось впечатление, что кроме литературы по искусству он мало что читал. Однажды я предложил ему прочесть роман А. Толстого «Пётр I», на что он ответил: «Вань, у меня сейчас совершенно нет времени и нет тех излишних внутренних ресурсов, чтобы читать другую литературу. Я единственно, что могу сейчас прочесть — это брошюрку о Боголюбове, написанную нашим саратовским искусствоведом».
Работы Владимира Ивановича Овчинникова отличаются сугубой особенностью. В чём она заключается? Я бы сказал, что он не писал небо или землю, фигуры людей, дома и т. п., он ничего этого не делал. Он создавал поэзию. Поэзию!! Вот в чём весь фокус Владимира Ивановича. И когда смотришь на его работы, то вот, волнуешься! Просто волнуешься, чёрт возьми!! И невозможно уйти от них, а когда уйдёшь, то они преследуют тебя. Едешь ли по Волге пароходом, смотришь ли на небо — и опять видишь Овчинниковское небо. Смотришь на зелень — и … чёрт возьми! Опять Овчинниковская зелень! Его глазами начинаешь уже видеть! Это речь уже идёт о силе воздействия его искусства. О его богатейшей особенности, поэтической особенности его искусства».
Из воспоминаний искусствоведа Михаила Удалеева:

«В среде своих ленинградских коллег Владимир Иванович был выдающимся мастером этюда. Наблюдая за его работой на пленэре, я удивлялся остроте его видения и его поистине снайперской меткости. Он не боялся писать этюды на больших, почти картинного размера холстах. Приготовив рабочее место, художник садился на раскладной стульчик под большой зонт и некоторое время зорко всматривался в открывавшийся перед ним вид. Выдавив из тубов нужные краски и быстро определив тоновые отношения, он приступал к работе со всей присущей ему энергией, пока не изменялось световое и цветовое состояние натуры. Поэтому-то на его этюдах встречаются незаписанные места.
Никакой фальши и отсебятины — таков был его девиз. Он был непримиримым врагом дилетантизма, нетерпимо относился к делателям „видочков“ и смазливых картинок, далеких от правды природы.
Однажды я спросил Володю, что больше всего волнует его при общении с природой на этюдах, какие задачи он хочет разрешить? — Задачи, — ответил он, — ставит сама натура: состояние погоды, неба, вид построек, характер местности и т. п. Лёгкость письма — вот основное, что нужно мне впредь. Но лёгкость не должна пониматься механически. Нужно передать всю полноту и убедительность ощущений: весомость гор, их твердость, тяжесть воды (как ртуть) и всю полноту цветового богатства неба, четкую ясность контуров рельефа, до графичности, либо силуэт полей, лугов, выжженной травы, группы лесков и кустов, деревень, дорог, идущих теней, все богатство слоев почвы на склонах и оврагах со щелями и дырками птичьих гнезд. Все, что видно, не смазывая, сохраняя всю красоту ажурности и пластичности рисунка, все четко, но мягко, цветно и гармонично. Писать надо сложно, с большим чувством и вкусом, писать реально, правдиво, в высшей степени художественно».

## Комментарии
1. ↑  Деревня Есиповка[1] располагалась примерно в 8 км к западу-юго-западу от центра Саратова; вошла в состав Саратова, примерно соответствует территории нынешнего посёлка Есиповка в Заводском районе[2].
2. ↑  Деревня Есиповка[5] располагалась примерно в 8 км к западу-юго-западу от центра Саратова; вошла в состав Саратова, примерно соответствует территории нынешнего посёлка Есиповка в Заводском районе[6].